# 阿桑 (沃州)
阿桑（法語：Assens）是瑞士联邦西部法语区的沃州下设的一个市镇。在行政上属于沃州格罗区管辖。阿桑的总面积为4.52平方公里。截至2007年，总人口为872。

## 地理
阿桑东以塔朗河为界。

## 友好城市
- 法國 科隆贝双教堂村